# Iaçu
Iaçu là một đô thị thuộc bang Bahia, Brasil. Đô thị này có diện tích 2442,84 km², dân số năm 2007 là 27691 người, mật độ 11,34 người/km².